# 10321 Rampo
10321 Rampo este un asteroid din centura principală, descoperit pe 26 octombrie 1990, de Tsutomu Seki.